# Mount Sidley
Mount Sidley är en vulkan i Antarktis. Den ligger i Västantarktis. Inget land gör anspråk på området. Toppen på Mount Sidley är 4 285 meter över havet.
Mount Sidley är den högsta punkten i trakten.